# Li Chunxiu
Li Chunxiu (李春秀S; 13 agosto 1969) è un'ex marciatrice cinese, vincitrice di una medaglia di bronzo ai Giochi olimpici di Barcellona 1992.

## Palmarès
| Anno | Manifestazione             | Sede       | Evento       | Risultato | Prestazione | Note |
| ---- | -------------------------- | ---------- | ------------ | --------- | ----------- | ---- |
| 1992 | Giochi olimpici            | Barcellona | Marcia 10 km | Bronzo    | 44'41"      |      |
| 1993 | Campionati asiatici        | Manila     | Marcia 10 km | Argento   | 48'01"14    |      |
| 1993 | Giochi dell'Asia orientale | Shanghai   | Marcia 10 km | Oro       | 45'00"32    |      |